# NGC 2680
NGC 2680 este o galaxie situată în constelația Racul. A fost descoperită în 26 februarie 1851 de către William Parsons, 3rd Earl of Rosse⁠(d).